# 2016年越南海產異常死亡事件
2016年越南海產異常死亡事件是影響了越南中部包括河靜省、廣平省、廣治省和承天順化省四地區的大範圍水污染生態危機。
從2016年4月6日開始，河靜省就有接到回報有魚屍被沖刷到灘頭 。在那之後直到2016年4月18日，河静和其他三個緊鄰省份（廣平、廣治以及承天順化）的海岸發現了大量的魚屍 。這場災難的原因至今仍沒有確定，但有許多報告推測造成海洋生物死亡的主因是台灣企業台塑石化違法以暗管排放了有毒工業廢棄物到海洋中所造成。
大规模海洋生物的死亡，導致了2016年5月1日在越南部分城市多起的公民抗議行動。這些抗議行動呼籲儘速清理遭破壞的環境以及調查程序的公開透明。

## 背景

### 緣起
台塑河靜鋼鐵廠被懷疑為有毒化學廢棄物的排放來源。台塑廠方承認有一道地下暗管從廠房連接到海洋，而在事件發生的幾天前，廠房也購入了三百公噸清理管線的化學物質。台塑後來收到越南當局下令移除這些污水管道。 然而，越南政府否認台塑河靜鋼鐵廠與這次的生態浩劫有所關連。
越南的科學家們大部份都同意有毒物質來源自永安港經濟特區，也就是台塑河靜鋼鐵廠的所在位置；同时，越南政府也被輿論指控對調查結果有所隱瞞。
在4月27日举行的新闻記者會，國家資源與環境部副部長武疃仁發言指出主要可能造成海洋生物浩劫的原因有二：一是赤潮、一是人為排放的有毒物質。然而，赤潮的可能性很快遭到了越南漁業學會的駁斥。
2016年6月30日下午五點，越南政府辦公室舉辦了記者會，說明這場嚴重環境災難的起因和肇事者。國家資源與環境部以及其他相關單位在調查後發現台塑排放入海的有毒廢棄物，超過合法允許的排放量。基於此第一手的調查，「越南當局和參與研究的科學家總結，台塑要為這場環境污染導致的海洋生物浩劫負起責任。」

## 影響
越南總理阮春福發言，認為這次大規模海洋生物的毀滅是「越南遭遇過最嚴重的環境災害。」
至2016年4月29日的統計，大约有80萬公噸的死魚已经被冲到從河靜到承天順化這4個中部省份的海岸。到了同年5月6日，死魚總量已經超過100公噸。
這場災害讓越南中部四省的沿岸漁民生計遭到嚴重破壞。2016年5月3日，越南政府國家資源與環境部才剛宣稱相關區域的漁產符合國家安全標準，但隔天便宣布禁止處理、販售在越南中部省份周遭20海哩所捕捉到的漁產。
根據廣平省政府的統計，這個省的漁業損失已經到520萬美元；除此之外，這場災難還嚴重影響了當地的旅遊業，將近三成的遊客取消了在4月30日南方解放日假期前往到影響省份的原定計畫。